# Yolande av Dreux
Yolande av Dreux, född omkring 1263, död 2 augusti 1322, var genom sitt äktenskap med Alexander III drottning av Skottland 1285–1286, och genom äktenskapet med Artur II hertiginna av Bretagne 1305–1312. Hon var regerande grevinna av Montfort-l'Amaury efter sin mor 1311–1322.

## Biografi

### Tidigt liv
Hon var dotter till greve Robert IV av Dreux och grevinnan Beatrice av Montfort-l'Amaury. Hennes föräldrar var båda regerande franska vasaller. 
Hennes far var ättling till kung Ludvig VI av Frankrike, och familjen hade goda kontakter inom den franska adeln. Genom sin släktskap till familjen Coucy var de även släkt med det skotska kungahuset. Yolande var styvdotter till Jean de Brienne, som var gift med Skottlands änkedrottning Marie de Coucy.

### Drottning
1284 förlorade kungen av Skottland, som var änkling, sin son och arvinge, och behövde gifta om sig för att avla en tronarvinge. Yolande rekommenderades till kungen av hans franska mor, och ansågs vara lämplig eftersom hon var släkt med det skotska kungahuset. Äktenskapet arrangerades i februari 1285, både för att förse Skottland med en arvinge och för att sluta en allians mellan Skottland och värdefulla franska kontakter för att försvara Skottlands oberoende mot England, och Yolande reste till Skottland i sällskap med sin bror Jean.  
Giftermålet ägde rum i Skottland 15 oktober 1285 i närvaro av en stor mängd skotsk och fransk adel. Hon var drottning i endast fem månader, kortare än någon annan i skotsk historia, och är mest känd för krisen om tronföljden som inträffade på grund av hennes graviditet. 
Kungen avled i mars 1286. Yolande flyttade då till Stirling Castle och lät offentliggöra att hon var gravid. Ett förmyndarråd av skotska stormän samlades i april vid  Scone och svor att regera tills Yolandes barn var född: om hon födde en son skulle han bli kung så fort han föddes, men om hon födde en dotter eller inte födde ett levande barn, skulle tronen istället ärvas av kungens norska dotterdotter.   Representanter utsågs för att bevittna födseln. 
Det finns ingen klar dokumenterad information om hur Yolandes graviditet slutade. Det enda som står klart är att inget levande barn föddes. En obekräftad tradition hävdar att barnet föddes dött 25 november 1286, men det är inte historiskt bekräftat. En annan uppgift påstår att Yolande inte var gravid utan hade försökt iscensätta ett bedrägeri och utge ett annat spädbarn för att vara hennes. Eftersom inget levande barn hade fötts utropades den döde kungens dotterdotter Margareta av Skottland till monark i sin frånvaro (Margareta var ett barn som bodde i Norge, och kom inte till Skottland förrän fyra år senare). 
Yolande återvände till Frankrike vid okänd tidpunkt. Hon fick som änkedrottning änkeförläningar i Skottland och 1288 nämns hon som fortfarande i Skottland. 1290 avled barndrottningen Margareta av Skottland, vilket ledde till ett två år långt interregnum och tronföljdskrig när tretton skotska adelsmän gjorde anspråk på tronen, som slutade med engelsk ockupation. Det är oklart om Yolande fortfarande var kvar i Skottland 1290.

### Hertiginna
Yolande var tillbaka i Frankrike senast i maj 1294, när hon gifte om sig med den senare hertigen av Bretagne. Hon fick sex barn med sin andra make. Hennes make blev Bretagnes hertig 1305, vilket gjorde henne till hertiginna av Bretagne. När hennes make avled 1312 efterträddes han av sin son, Yolandes styvson. 
År 1311, ett år innan hon blev änka, blev hon fransk vasall så som regerande grevinna av Montfort-l'Amaury efter sin mor. Hon regerade över sitt eget grevedömme i elva år. Ända sedan hon återvände till Frankrike hade hon i egenskap av änkedrottning fortsatt att sköta sina affärer i Skottland, och det noteras att hon så sent som samma år hon avled sände en riddare till Skottland för att sköta sina affärer där.